# Spoorwegongevallenraad
De Spoorwegongevallenraad was een Nederlandse instantie die onderzoek deed naar (ernstige) spoorwegongevallen.
De instelling van de raad werd voorgesteld in 1955 door minister van Verkeer en Waterstaat Jacob Algera. De Tweede Kamer was niet onverdeeld enthousiast over het plan. Met name het Kamerlid Pieter Oud van de VVD uitte kritiek: hij vond dat er al genoeg commissies waren, en dat er geen reden was om nu nóg een commissie in te stellen die bevoegdheden kreeg waarover de minister destijds al beschikte. In dat verband gebruikte hij de term raden-koninkrijk een verwijzing naar de radenrepublieken of sovjetrepublieken. Van de bevoegdheden die de minister al bezat, was overigens op dat moment al 28 jaar geen gebruik gemaakt.
Begin 1956 stemde de Tweede Kamer in met het voorstel - alleen de VVD was tegen - en niet veel later ook de Eerste Kamer. In november 1956 werden de eerste leden benoemd, waaronder de voorzitter, H.R. de Zaaijer. Het eerste ongeval dat de raad onderzocht was een botsing van twee reizigerstreinen nabij Eindhoven in 1957.
In 1962 onderzocht de raad de treinramp bij Harmelen, waarbij 93 doden vielen, en kwam tot de aanbeveling om zo snel mogelijk een vorm van automatische treinbeïnvloeding in te stellen. Uiteindelijk kwam in 1970 het ATB-systeem in gebruik.
In 1983 werd Pieter van Vollenhoven voorzitter van de Spoorwegongevallenraad. Hij was op dat moment al voorzitter van de Raad voor de Verkeersveiligheid.
Mede op aandringen van Van Vollenhoven werd besloten de bestaande commissies en raden voor onderzoek naar ongelukken in de verschillende transportvormen samen te voegen tot één onderszoekscommissie. In 1999 ging de Spoorwegongevallenraad op in de Raad voor de Transportveiligheid, waarin ook de Raad voor de Luchtvaart en de Commissie Binnenvaartrampenwet opgingen. De Raad voor de Verkeersveiligheid was in 1997 opgeheven.
De Raad voor de Transportveiligheid ging op zijn beurt per 1 februari 2005 op in de Onderzoeksraad voor Veiligheid.